# 若尔
若尔（法語：Jort，法語發音：[ʒɔʁ] ⓘ）是法国卡尔瓦多斯省的一个市镇，属于卡昂区。

## 地理
若尔（48°58'23"N, 0°4'46"W）面积6.58 平方千米，位于法国诺曼底大区卡爾瓦多斯省，该省份为法国西北部沿海省份，北濒大西洋英吉利海峡，东北与滨海塞纳省以海上边界相接，东临厄尔省，南至奧恩省，西与芒什省接壤。
与若尔接壤的市镇（或旧市镇、城区）包括：贝尼耶尔达伊、库尔西、卢瓦尼、佩里耶尔、旺德夫尔、维克。

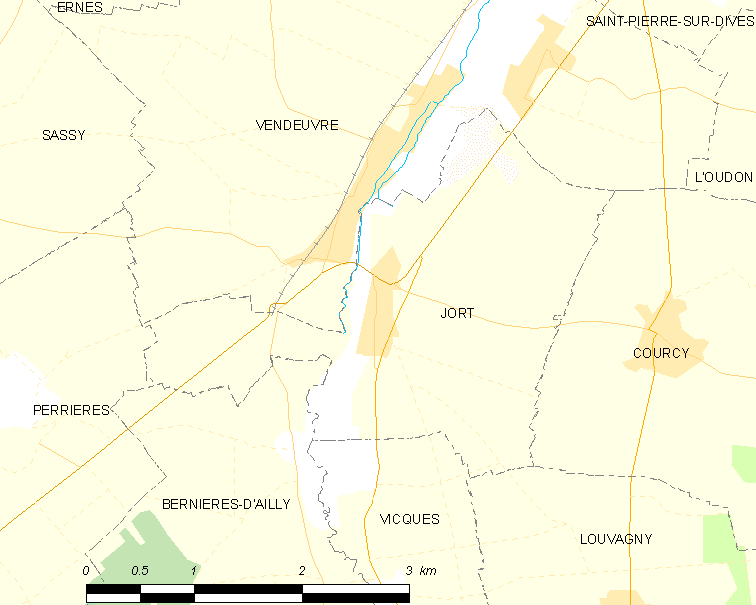
若尔的OSM定位图

若尔的时区为UTC+01:00、UTC+02:00（夏令时）。

## 行政
若尔的邮政编码为14170，INSEE市镇编码为14345。

## 政治
若尔所属的省级选区为法莱斯县。

## 人口

1962-2008年间若尔人口变化图示

若尔于2022年1月1日时的人口数量为303人。